# 鲁掌镇
鲁掌镇，是中华人民共和国云南省怒江傈僳族自治州泸水市下辖的一个乡镇级行政单位。

## 行政区划
鲁掌镇下辖以下地区：
鲁掌村、鲁祖村、洛玛村、浪坝寨村、三河村和登埂村。

## 中国传统村落
2013年8月，鲁祖村被评为第二批中国传统村落。